# (347) Pariana
(347) Pariana es un asteroide perteneciente al cinturón de asteroides descubierto el 28 de noviembre de 1892 por Auguste Honoré Charlois desde el observatorio de Niza, Francia.
Se desconoce la razón del nombre.